# Igreja de Nossa Senhora do Rosário dos Pretos (Goiana)
A Igreja de Nossa Senhora do Rosário dos Pretos fica em Goiana, Pernambuco, que apresenta em sua estrutura um estilo barroco, com influências do estilo rococó pela sua reforma em 1835. Nesta Igreja funcionava o Museu de Arte Sacra de Goiana, na propriedade da Diocese de Nazaré da Mata - PE. É administrada pela Diocese, mas que hoje grande parte do acervo se encontra no SESC LER GOIANA para restauro.

## História e comemorações
Estimulado pelo Papa Gregório XIII, foram criadas no Brasil, especialmente em Olinda as primeiras associações católicas especiais para negros recém-convertidos chagados da África. O templo foi erguido por escravos negros de Goiana em 1692, segundo um arquivo do Convento de Santo Alberto, no mesmo lugar de uma antiga capelinha que existia no século XVI. Uma inscrição com a data de 1836 na fachada da igreja indica possivelmente algum evento comemorativo realizado naquele ano. No passado, muitas manifestações religiosas e folclóricas da cidade eram realizadas em frente à igreja.
As duas festas mais concorridas eram a de São Benedito, que apresentava folguedos e teatrinhos e a da Congada, que era composta por danças e cantos de origem africana na qual negro comemoravam a coroação de um Rei do Congo. A igreja teve sua última restauração concluída no ano 2000. Sua única torre sineira é desenhada em estilo rococó e seu frontão apresenta o brasão do Sagrado Coração de Jesus.
Pároco: Padre José Edson
Bispo: Dom Francisco de Assis Dantas de Lucena